# Arcambaldo VIII de Bourbon
Arcambaldo VIII de Bourbon o Grande (em francês:  Archambaud VIII de Bourbon, le Grand; 1197 — 23 de Agosto de 1242) foi Senhor de Bourbon entre 1216 e 1242. Foi condestável de França até 1210.Recebeu das mãos do rei Filipe II de França a guarda da nova província de Auvérnia.
Arcambaldo VIII e sua esposa Beatriz encontra-se sepultados na Abadia Notre-Dame de Bellaigue.

## Relações familiares
Era filho de Guido II de Dampierre e de Matilde I de Bourbon, Senhora de Bourbon, filha de Arcambaldo VII de Bourbon e de Alice da Borgonha.
Casou com Alice de Forez em 1205 como forma de consolidar a sua posição na Nobreza.
Repudiou a esposa Alice entre 1212 e 1215 e voltou a casar, por volta de 1215, desta vez com Beatriz de Montluçon.
Do seu casamento com Alix de Forez teve:
1. Margarida de Bourbon e Dampierre (Pamplona, 1210 — 11 de Abril de 1256) Rainha de Navarra entre 1211 e 1256 pelo seu casamento com Teobaldo I de Navarra, rei de Navarra;
2. Maria de Dampierre (1220 —?) casou em 1240 com João I de Dreux, conde de Dreux e de Braine-le-Comte.

Do casamento com Beatriz de Montluçon, teve:
1. Beatriz de Bourbon (1210 — 1281) casada com Beraldo de Mercoeur;
2. Arcambaldo IX de Bourbon (1205 — 1249) o Jovem, foi Senhor de Bourbon, Dampierre, Saint-Just e Saint-Dizier. Casou com Iolanda de Châtillon, herdeira do Condado de Nevers. Deste casamento viria a linhagem de Roberto de Clermont (1256 — 1317);[3]
3. Maria de Bourbon (1220 — 1274).